# Institut Women Safe
Pour les articles homonymes, voir ISG.
L'Institut Women Safe, anciennement appelé Institut en santé génésique (ISG), est une association française loi de 1901 située face au Centre hospitalier intercommunal de Poissy-Saint-Germain-en-Laye. Cet institut est le premier en France à proposer une prise en charge pluridisciplinaire pour les femmes et enfants témoins et/ou victimes de violences jusqu’à la résolution de leur situation.

## Historique
L’institut a ouvert ses portes en janvier 2014, au sein du Centre hospitalier intercommunal de Poissy-Saint-Germain-En-Laye. Il a été fondé par Frédérique Martz, femme engagée dans le milieu associatif, et par le Docteur Pierre Foldes, précurseur de la chirurgie réparatrice des femmes excisées.

En novembre 2015 l’institut organise un premier colloque intitulé “Au cœur des violences, quand les femmes prennent la parole”, clôturé par Florence Foresti, avec pour but de sensibiliser et de former les professionnel·les aux violences faites aux femmes. Une deuxième édition “Au cœur des violences : quand les professionnel·les prennent la parole” se déroule en 2019 sous le marrainage de la sénatrice madame Marta de Cidrac (membre de la Délégation aux droits des femmes et à l'égalité des chances entre les hommes et les femmes).

En 2016 l’institut signe un premier partenariat avec l’université Sorbonne Paris Cité pour lutter contre le harcèlement sexuel. Les étudiant·es, le personnel et les enseignant·es sont sensibilisé·s et les victimes de violences sont prises en charge par l’institut. 

En 2017 l’Institut en santé génésique devient l’Institut Women Safe (Soigner, Accompagner, Femmes et Enfants) et ouvre un pôle “Enfants & adolescent·es”.

En 2020 l’institut Women Safe ouvre un pôle recherche.

## Présentation
Cet institut est le premier en France (créé en 2014) à avoir proposé une prise en charge innovante par sa gratuité et son organisation pluridisciplinaire au service des femmes et enfants témoins et/ou victimes de violences. 
Né de la volonté d’accompagner les femmes, et par la suite les enfants, témoins et/ou victimes de tout type de violence dans leur reconstruction, l’institut se spécialise en psychotraumatologie (science étudiant l’impact des événements traumatiques sur le psychisme).
L'équipe de l’institut Women Safe est ainsi composée d'intervenant·es issu·es de différents secteurs professionnels : avocat·es, art thérapeutes, infirmières, juristes, gynécologues, masseur psycho-corporel, médecins, psychologues, pédiatres, professeurs de yoga et théâtre. Elle a été formée à l’impact traumatique des violences.

L’institut s’articule autour de trois pôles :
- un pôle soin et accompagnement des femmes et des enfants victimes et/ou témoins de violences;

- un pôle formation et sensibilisation[11] : dans sa lutte contre les violences l’institut propose des formations destinées tant aux professionnel·les qu’à la société civile. L’institut, au-delà de la prise en charge, participe ainsi à la prévention et à la sensibilisation au sujet des violences. Il propose ainsi des interventions et actions de sensibilisation au sein des classes, du collège à l’enseignement supérieur;

- un pôle recherche sur l’impact des violences faites aux femmes et aux enfants (impact traumatique des violences, victimologie, etc.).

## Partenaires et soutiens
La comédienne française Florence Foresti est marraine de Women Safe depuis 2014. Elle a présenté l'association à l'occasion du discours d'Emmanuel Macron du 25 novembre 2017 inaugurant le plan du quinquennat déclarant l'égalité femmes-hommes comme Grande Cause nationale. À la suite de ce discours, Brigitte Macron, a été conviée le 20 décembre 2017 à visiter l'association, accompagnée de Florence Foresti.
D'autres personnalités soutiennent publiquement l'association : c'est le cas de la réalisatrice Lisa Azuelos, de l'artiste Tim Dup, du procureur Luc Frémiot et de la romancière Katherine Pancol notamment,.

En décembre 2019 Ba&sh offre son soutien à trois associations, dont l’Institut Women Safe & Children, en faisant don des bénéfices générés par la vente des t-shirt “Beautiful & Strong”, créés spécialement pour le partenariat.
En 2019 l’institut était présent au village solidarité du festival Solidays, il y propose un stand avec une animation visant à sensibiliser aux violences faites aux femmes. 
Soutenus par l’Estival en 2019 l’institut y propose également un stand avec des animations visant à sensibiliser aux violences faites aux femmes.

## Distinction
En 2015, le réseau mondial d'entrepreneurs sociaux Ashoka a élu Woman Safe entrepreneur social pionner (Fellow Ashoka 2015) pour son approche innovante en matière de prise en charge de femmes victimes de violences.
Le Prix de la société de Médecine de Paris a été attribué aux fondateurs de l’Institut en 2016.
En 2017 Pierre Foldes et Frédérique Martz reçoivent le “Award of Recognition” de Global Woman Peace Foundation.
En 2018, Frédérique Martz devient Soleil d'Or de la ville de St Germain en Laye.
En 2019 l’institut Women Safe & Children reçoit le prix de la délégation aux droits des femmes du sénat.
En 2024, Frédérique Martz est porteuse de la Flamme Olympique à St Rémy les Chevreuse.
En 2025, Frédérique Martz est nommée chevalier de l'Ordre du Mérite.